# Brasema alasorae
Brasema alasorae är en stekelart som beskrevs av Jean Risbec 1956. Brasema alasorae ingår i släktet Brasema och familjen hoppglanssteklar.
Artens utbredningsområde är Madagaskar. Inga underarter finns listade.